# フォレストシティ (ニューブランズウィック州)
フォレストシティ (Forest City) は、カナダ東部ニューブランズウィック州ヨーク郡の集落。2001年時点の人口は12人。
この集落は、カナダ＝アメリカ合衆国国境を挟んで隣接するアメリカ合衆国メイン州側のフォレストシティと同名という、あまり例のない区分がおこなわれており、両者は、フォレストシティ国境検問所を介してつながっている。
かつてフォレストシティには、1,000人ほどの住民がおり、イースト・グランド湖やセント・クロア川上流部流域の針葉樹林にも近く、当時は利益が大きかった革なめし産業が、活発な経済を支えていた。現在も、その名残がある。
この集落には、バプテスト教会、墓地、小規模な貯水管理用のダムがある。

## おもな出身者
現在在任中の第34代ニューブランズウィック州首相であるブレイン・ヒッグスは、幼少期をフォレストシティで過ごした。後にフォレストシティについて語ったところでは、通年居住していた定住者は7人ほどだったといい、集落が「存続し続けたのは、夏の活動のおかげで、何かの産業や経済開発じゃなかった (survives because of the summer activity, not because of any industry or economic development)」とも言い添えた。